# ماریا احمد دیدی
ماریا احمد دیدی (انگلیسی: Mariya Ahmed Didi؛ زادهٔ ۱۸ اوت ۱۹۶۳) سیاست‌مدار اهل مالدیو است.
او عضو پارلمان مالدیو و فعال حقوق زنان است. او مدرک تحصیلی خود را در انگلستان به دست آورد و اولین وکیل واجد شرایط زن در مالدیو بود. در ماه نوامبر ۲۰۰۵ به عنوان نماینده پارلمان انتخاب شد. نوامبر ۲۰۰۵ به حزب مخالف پیوست و از سال ۲۰۰۸ تا سال ۲۰۱۱ رئیس حزب دموکرات مالدیو بوده‌است.
وی همچنین برندهٔ جوایزی همچون جایزه بین‌المللی زنان شجاع شده‌است.